# Politikerbloggen
Politikerbloggen var en svensk webbplats och nyhetssajt i bloggform med inriktning på politiska nyheter av kvällstidningsform.[källa behövs] Idag är sajten vilande.

## Historia
Från början var Politikerbloggen en blogg hos Expressen med de två politiska reportrarna Cecilia Garme och Niklas Svensson men stängdes ned i september 2005, då tidningen ville ha endast krönikörer som bloggare.
Under hösten 2006 startade Niklas Svensson, efter att han stängts av från Expressen för sin inblandning i dataintrångsskandalen i valet 2006, tillsammans med Daniel Alsén upp politikerbloggen.se. Sedan dess växte bloggen och citerades ofta och användes som källa av olika tidningar. Daniel Alsén var verkställande direktör för det gemensamma bolaget Bloggvärlden AB och redaktionschef för Politikerbloggen. Niklas Svensson var ansvarig utgivare. Johan Elfver var marknadschef. Bland andra Yamile Lindgren, Josefin Berglund och Emma Svensson var tidigare reportrar.
I september 2007 köpte TV4-gruppen Politikerbloggen för en miljon kronor och anställde ägarna Niklas Svensson och Daniel Alsén. Daniel Alsén var från 1 oktober 2007 ansvarig utgivare för Politikerbloggen på TV4-gruppen.
Under vintern 2008 började Politikerbloggen även sända webb-TV.
I februari 2009 lämnade Alsén Politikerbloggen för att vara redaktör på nya sajten Kriminalkanalen.se. Han efterträddes av Jonas Gummesson. När Svensson återgick till Expressen 2010 blev Anders Pihlblad ny chefredaktör för Politikerbloggen.

## I media
Politikerbloggen etablerade sig tidigt som en av de mest omtalade bloggarna i Sverige.[källa behövs] Bloggen har stått för flera uppmärksammade avslöjanden.[källa behövs]
Niklas Svensson medverkade under 2007 i TV8-programmet "Sverige i fokus" och presenterade skvaller från bloggen. Svensson presenterade även politikerskvaller i "Nyhetsmorgon" i TV4 i inslaget "Hemligstämplat".